# Liste des maires de Niamey
La liste des maires de Niamey est triée par ordre chronologique. Elle comprend tous les maires et fonctionnaires assimilés de la capitale de la république du Niger, Niamey depuis l'inauguration du poste en 1956.
| Nom                           | Titre                                           | prise de fonction | fin de fonction   |
| ----------------------------- | ----------------------------------------------- | ----------------- | ----------------- |
| Djibo Bakary                  | maire                                           | 18 novembre 1956  | 28 septembre 1958 |
| Boubou Hama                   | Administrateur adjoint                          | 23 janvier 1959   | 18 juillet 1966   |
| Daddy Gaoh                    | maire                                           | 18 juillet 1966   | 4 mai 1970        |
| Ousmane Mahamane              | maire                                           | 4 mai 1970        | 1er juillet 1974  |
| Djibo Habi                    | maire                                           | 1er juillet 1974  | 13 avril 1975     |
| Marou Garba                   | maire                                           | 13 avril 1975     | 5 septembre 1977  |
| Hassane Sourghia Maïga        | maire                                           | 5 septembre 1977  | 31 décembre 1979  |
| Garba Katambé                 | maire                                           | 31 décembre 1979  | 6 septembre 1982  |
| Habibou Allélé                | maire                                           | 6 septembre 1982  | 25 janvier 1983   |
| Garba Sidikou                 | Préfet maire                                    | 25 janvier 1983   | 4 mars 1985       |
| Sidi Koutoubi                 | Préfet maire                                    | 4 mars 1985       | 24 novembre 1988  |
| Sidi Koutoubi                 | Préfet Président                                | 24 novembre 1988  | 19 mai 1989       |
| Torda Haïnikoye               | Préfet Président                                | 19 mai 1989       | 19 avril 1991     |
| Amadou Fiti Maïga             | Préfet Président                                | 19 avril 1991     | 30 novembre 1991  |
| Ali Seyni                     | Préfet Président                                | 30 novembre 1991  | 25 novembre 1992  |
| Moussa Ladan                  | Préfet Président                                | 25 novembre 1992  | 23 avril 1993     |
| Souleymane Dan Bouzoua Abarry | Préfet Président                                | 23 avril 1993     | 9 mai 1995        |
| Amadou Salifou                | Préfet Président                                | 9 mai 1995        | 16 février 1996   |
| Moussa Moumouni Djermakoye    | Préfet Président                                | 16 février 1996   | 7 juillet 1997    |
| Moumouni Boureima             | Préfet Président                                | 7 juillet 1997    | 21 avril 1999     |
| Amadou Diallo                 | Préfet Président                                | 21 avril 1999     | 15 septembre 2001 |
| Yahaya Baaré                  | Préfet Président                                | 15 septembre 2001 | 9 janvier 2003    |
| Bibata Niandou Barry          | Préfet Présidente                               | 9 janvier 2003    | 16 février 2004   |
| Jules Ouguet                  | Préfet Président                                | 16 février 2004   | 8 janvier 2005    |
| Boubacar Ganda Seydou         | Préfet Président                                | 8 janvier 2005    | 26 octobre 2007   |
| Aboubacar Salifou Dia         | Président du conseil municipal par intérim      | 26 octobre 2007   | 17 juin 2008      |
| Aboubacar Salifou Dia         | Président du conseil municipal                  | 17 juin 2008      | 1er avril 2010    |
| Idé Seyni                     | Administrateur adjoint                          | 1er avril 2010    | 11 juin 2011      |
| Oumarou Dogari (1er mandat)   | Lord-maire et président du conseil municipal    | 11 juin 2011      | 11 septembre 2016 |
| Hassane Seydou                | Lord-maire et président du conseil municipal    | 11 septembre 2016 | 20 juillet 2017   |
| Mouctar Mamoudou              | Président de la délégation spéciale de la ville | 16 août 2017      | 28 avril 2021     |
| Oumarou Dogari (2e mandat)    | Lord-maire et président du conseil municipal    | 28 avril 2021     | En cours          |